# Crécy-au-Mont

Crécy-au-Mont este o comună în departamentul Aisne din nordul Franței. În 1 ianuarie 2022 avea o populație de 323 de locuitori.